# Amphithéâtre de Rodez
L'amphithéâtre de Rodez est un amphithéâtre romain construit à la fin du Ier ou au début du IIe siècle dans la ville de Segodunum, aujourd'hui Rodez dans le département français de l'Aveyron.
Au XXIe siècle, les rares vestiges connus de cet amphithéâtre de 110 × 97 m et construit la fin du Ier ou au début du IIe siècle sont tous enfouis.

## Localisation
L'amphithéâtre est construit au fond d'un vallon et sa cavea, au nord, à l'est et au sud, s'appuie sur les pentes naturelles,. Il se trouve au nord-ouest de la ville antique, en-dehors de la zone la plus densément urbanisée, mais il semble desservi par l'un des decumani.
Dans la ville contemporaine, l'amphithéâtre est presque totalement circonscrit dans l'îlot composé par les rues de l'Amphithéâtre et de Séguret-Saincric à l'ouest et à l'est et les rues Raynal et Pasteur au nord et au sud.

## Histoire
L'amphithéâtre est probablement construit vers la fin du Ier ou au début du IIe siècle, lors de la phase d'urbanisation de la ville.
Lors de la construction de l'enceinte du Bas-Empire romain l'amphithéâtre n'est pas inclus dans le périmètre remparé. De même, l'enceinte médiévale laisse le monument ruiné à l'extérieur de la ville.
Des fouilles très partielles ont lieu en 1852. Le secteur de Rodez où se trouve l'amphithéâtre est alors appelé « Pré de la Conque », toponyme montrant bien que la forme de l'amphithéâtre a subsisté dans le paysage mais, le site n'étant alors pas urbanisé, le plan qui est dressé ne peut pas être précisément situé par manque de repères.
Des travaux réalisés en 1995-1997 dans le quartier désormais construit permettent de retrouver quelques vestiges de l'amphithéâtre et de le localiser précisément dans le schéma urbain moderne. En 2020, un chantier d'archéologie préventive dans la partie sud-ouest de l'amphithéâtre révèle de nouveaux vestiges.

## Description

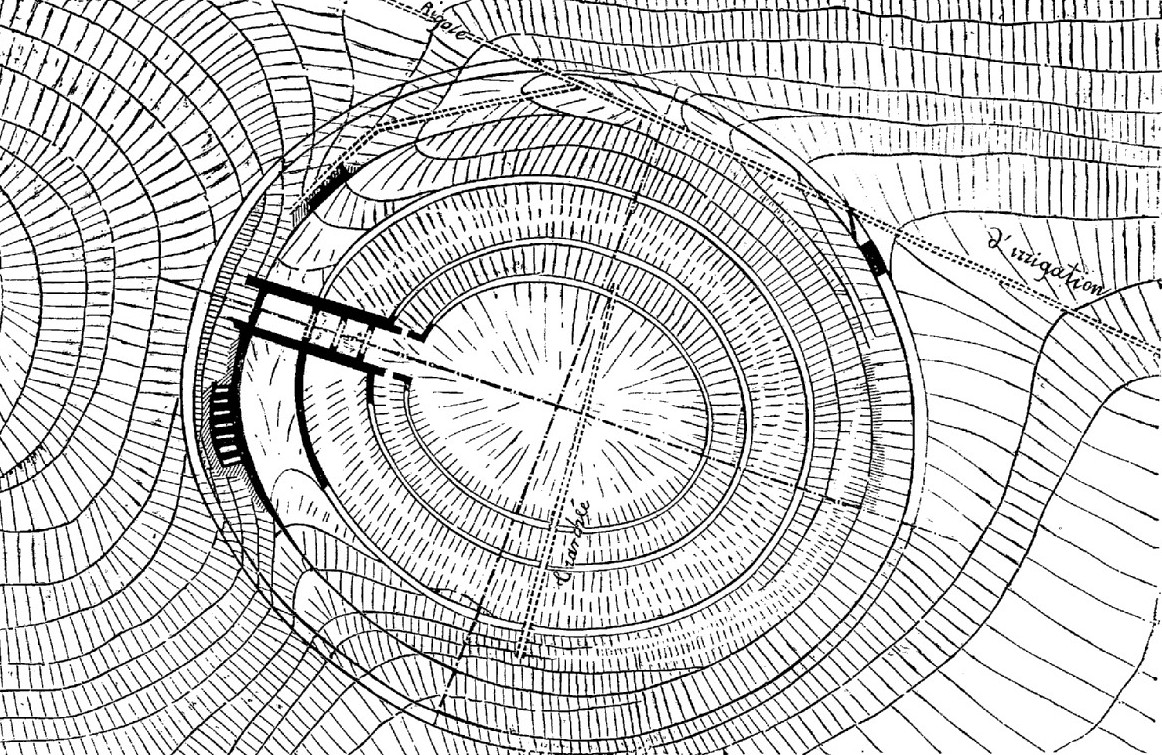
L'amphithéâtre appuyé sur le relief.

L'amphithéâtre est construit sur le fond d'un vallon sur trois points cardinaux, ouest excepté. La cavea épouse donc le relief naturel sur plus des trois quarts de son développement, ce qui permet de s'affranchir d'imposants maçonneries sur toute cette partie. Seul le secteur occidental, où un vomitoire d'accès à l'arène est identifié, dispose de murs annulaires partiels destinés à asseoir les gradins.
Le monument de plan elliptique, possède un grand axe mesurant 110 m et un petit axe de 97 m, l'arène mesure 41,50 × 29,50 m : il peut ainsi accueillir au moins 10  ou   15 000 spectateurs,. Un système d'escaliers extérieurs, plaqués contre la façade occidentale, permet d'accéder au sommet de la cavea. Des vestiges de gradins et de murs sont constitués de grès.